# Illugi Gunnarsson
Illugi Gunnarsson (né le 26 août 1967) est un homme politique islandais. Ancien député de l'Althing, il a également été Ministre de l'Education, des Sciences et de la Culture dans les gouvernements Gunnlaugsson et Jóhannsson, soit du 23 mai 2013 au 7 avril 2016.